# 缘毛琼楠
缘毛琼楠（学名：Beilschmiedia percoriacea var. ciliata）为樟科琼楠属下的一个变种。